# 191 (liczba)
191 (sto dziewięćdziesiąt jeden) – liczba naturalna następująca po 190 i poprzedzająca 192.

## W matematyce
- 191 jest czterdziestą trzecią liczbą pierwszą, następującą po 181 i poprzedzającą 193[1]
- 191 jest mniejszą z liczb bliźniaczych (191, 193)[2][3]
- 191 jest liczbą pierwszą Sophie Germain[4]
- 191 jest palindromem liczbowym, czyli może być czytana w obu kierunkach, w pozycyjnym systemie liczbowym o bazie 6 (515) oraz bazie 9 (232)
- 191 należy do jednej trójki pitagorejskiej (191, 18240, 18241).

## W nauce
- liczba atomowa unennunium (niezsyntetyzowany pierwiastek chemiczny)
- galaktyka NGC 191
- planetoida (191) Kolga
- kometa krótkookresowa 191P/McNaught

## W kalendarzu
191. dniem w roku jest 10 lipca (w latach przestępnych jest to 9 lipca). Zobacz też co wydarzyło się w roku 191, oraz w roku 191 p.n.e..